# Генрік Кастегрен
Генрік Кастегрен (швед. Henrik Castegren, нар. 28 березня 1996, Норрчепінг, Швеція) — шведський футболіст, центральний захисник польського клубу «Лехія» (Гданськ).

## Клубна кар'єра
Генрік Кастегрен з чотирирічного віку почав займатися футболом в академії клубу «Норрчепінг». У 2014 році футболіст відправився в оренду у клуб Другого дивізіону «Сильвія» з Норрчепінга. Відігравши в оренді сезон, Кастегрен повернувся до «Норрчепінга», де в 2016 році дебютував у першій команді.
У травні 2018 року Кастегрен знову на півроку відправився в оренду у клуб «Дегерфорс», який на той момент виступав у Супереттан.
По поверненню до «Норрчепінга» Кастегрен підписав з клубом новий контракт. В 2018 році захисник здобув срібні нагороди чемпіонату Швеції.
У лютому 2022 року Генрік Кастегрен підписав контракт з польським клубом «Лехія» (Гданськ).

## Титули і досягнення
Норрчепінг
 Віце-чемпіон Швеції: 2018